# Ringclub Winterthur
Der Ringclub Winterthur ist ein Schweizer Ringsportverein aus Winterthur.

## Geschichte
Der Ringclub Winterthur wurde 1952 gegründet.
Sportlich erfolgreich waren Vertreter des Vereins in den ersten zwei Jahrzehnten nach der Gründung mit den beiden Bantamgewichtsportlern Paul Hänni, der an den Olympischen Spielen 1952 in Helsinki und an den Olympischen Spielen 1960 in Rom teilnahm, sowie Willy Roduner, der 1965 und 1967 Schweizer Meister im Freistil in der Gewichtsklasse wurde.
1992 verpasste der Verein knapp den Aufstieg in die Nationalliga A gegen den RC Martigny.